# GThumb
gThumb és un programa gratuït i de codi obert per al sistema operatiu Linux amb funcions de visor d'imatges i d'organitzador d'imatges amb opcions per a editar imatges. S'integra fàcilment amb l'entorn d'escriptori GNOME.
Des de la versió 3.0.0, ha utilitzat el joc d'eines de GNOME Gtk3.
A partir de la versió 3.6, es pot pausar una imatge gif.
Silviu Stahie va escriure una ressenya a Softpedia explicant que el programa no és complicat d'utilitzar i que no li trobava defectes. Erik Bärwaldt, escrivint per a Linux Magazine, també criticà positivament el programa.